# Compagnia danese delle Indie occidentali
La Compagnia danese delle Indie occidentali (in danese Vestindisk kompagni) o Compagnia danese delle Indie occidentali e della Guinea (in danese Det Vestindisk-Guineisk kompagni) è stata una compagnia commerciale privilegiata danese per lo sfruttamento delle Indie occidentali danesi.

## Storia
La Compagnia Danese Africana della Costa d'Oro fu fondata nel marzo del 1659 a Glückstadt, originariamente dal finlandese Hendrik Carloff, poi rilevata dai danesi Isaac Coymans e Nicolaes Pancras e da due mercanti tedeschi Vincent Klingenberg e Jacob del Boe. Il loro mandato includeva il commercio con la Costa d'Oro danese, oggi Ghana. Nel 1671 la Compagnia Danese Africana fu incorporata nella Compagnia danese delle Indie occidentali, la quale era stata fondata il 20 novembre 1670, e formalmente istituita da Re Cristiano V di Danimarca l'11 marzo 1671.
I danesi si stabilirono sull'isola di Saint Thomas nel 1668. Il primo successo nella colonizzazione di Saint Thomas richiese l'impiego della Marina Reale Danese-Norvegese e in particolare del panfilo Den forgyldte Krone e della fregata Færøe, ma la compagnia cominciò quasi subito ad utilizzare le proprie navi e solo occasionalmente si servì di navi della marina reale come scorta e protezione. Dal 30 agosto 1680, fu cambiato il nome in "Compagnia danese delle Indie occidentali e della Guinea". In un primo momento la compagnia ebbe difficoltà nel produrre profitti, ma successivamente riuscì ad incrementare le entrate aumentando le tasse e portando le esportazioni coloniali direttamente a Copenaghen. Saint John fu acquistata nel 1718 e St. Croix dal Regno di Francia nel 1733.
Nel XVII e XVIII secolo, la compagnia fiorì grazie alla tratta atlantica degli schiavi africani nel nord dell'Atlantico. Gli schiavi della Costa d'Oro africana venivano scambiati con la melassa e il rum delle Indie occidentali. La Compagnia amministrò le colonie sino al 1754, quando il governo danese ne prese il controllo. Dal 1760 al 1848, l'organo di controllo era chiamato Vestindisk-guineiske rente- og generaltoldkammer. Fu sostituito dal Det Guineiske kompagni tramite una risoluzione reale del 18 marzo 1765, per mantenere i rapporti commerciali con la Costa d'Oro danese. A novembre ricevette in affidamento i forti di Christiansborg e Fredensborg per vent'anni. La Compagnia, comunque, non ebbe mai un monopolio commerciale come quello di cui godeva la Compagnia olandese delle Indie occidentali e la concorrenza commerciale rimase tra tutte le compagnie danesi e norvegesi.
La Compagnia finì in una situazione finanziaria difficile e il 22 novembre 1776 fu liquidata. Il governo danese, in previsione del fallimento della compagnia, riprese il controllo anticipato dei forti concessi nel 1775.

## Navi della compagnia
- Charlotte Amelie (1680)
- Den Unge Tobias (Young Tobias, 1687)
- Røde Hane (Red Cock, 1687)
- Maria (1687)
- Pelicanen (Pelican)
- Unity (1700)